# Richard Lloyd
Pour les articles homonymes, voir Lloyd.
Richard Lloyd, né le 25 octobre 1951 à Pittsburgh, est un guitariste, chanteur et parolier américain. Il est populaire en tant que guitariste de Television.

## Discographie en solo
- Alchemy (Electra 1979)
- Field of Fire (Moving Target/Celluloid 1986)
- Real Time (1987)
- The Cover Doesn't Matter (2001)
- The Radiant Monkey (2007)
  - The Jamie Neverts Story (2009)
  - Lodestones (2010)
  - Rosedale (2016)
  - The Countdown (2018)

## Concerts
Il est en tournée de concerts à l'automne 2024.